# Saint-Simon, Cantal
För andra betydelser, se Saint-Simon.
Saint-Simon är en kommun i departementet Cantal i regionen Auvergne-Rhône-Alpes i mitten av Frankrike. Kommunen ligger  i kantonen Aurillac 4e Canton som ligger i arrondissementet Aurillac. År 2022 hade Saint-Simon 1 142 invånare.

## Befolkningsutveckling
Antalet invånare i kommunen Saint-Simon
Referens:INSEE